# بنارو (تشابهار)
بنارو (بالفارسية: بنارو) هي قرية تقع في البلدة المركزية في إيران. يقدر عدد سكانها بـ 171 نسمة بحسب إحصاء 2016.